# 祁宿藻
祁宿藻（1801—1853年），字幼章，山西壽陽人，清朝政治人物。官至江寧布政使。太平軍攻佔江寧（今南京）時殉難。

## 生平
道光十八年（1838年）進士，同榜有後來的名臣曾國藩，選翰林院庶吉士，散館後授編修。以召對得到宣宗賞識，特授湖北黃州府知府，調武昌府。正值湖北連年洪水，祁宿藻賑災防洪，政績卓著。破格提拔為廣東鹽運使，遷按察使，又遷湖南布政使，剿滅韶州數縣土匪，賜花翎。調江寧布政使。
咸豐元年（1851年），黃河決口，大學士杜受田奉命賑災，疏請以宿藻督辦江北賑濟事務。
不久，太平軍將東下，南京告急，宿藻飛馳返回，盡力籌備守城事宜，然而督撫倉皇失措，各存意見，宿藻勸諫不聽。太平軍兵臨城下，宿藻親自登城指揮戰鬥，援兵不至，自知大勢已去，在城上嘔血數升而卒。城陷時，署布政使鹽巡道文鈞、江安糧道陳克讓、江寧知府魏亨逵、同知承恩、通判程文榮、上元知縣劉同纓、江寧知縣張行澍均殉國。
同治初年，清朝平定江南之後，其兄雋藻派人在城北偏僻之地尋獲其遺櫬。曾國藩得知後，申請附祀於祥厚專祠，追諡文節。文宗深爲悼惜，破格優卹，贈右都御史，廕一子以知州用。

## 家族
父親祁韻士，曾任寶泉局监督；兄祁寯藻官至體仁閣大學士。